# Командный чемпионат СССР по переписке 1991—1994
Командный чемпионат СССР по шахматам по переписке 1991—1994 — 10-й чемпионат.

## Командные результаты
1. РСФСР — 113½ из 156
2. Москва — 113
3. Украина — 113
4. Санкт-Петербург — 102½
5. Эстония — 88½
6. Казахстан — 88½
7. Белоруссия — 87
8. Узбекистан — 75½
9. Армения — 63
10. Азербайджан — 60
11. Грузия — 44
12. Туркмения — 43½
13. Молдавия — 35½
14. Киргизия — 31½.

## Индивидуальные результаты команды-победительницы
1. С. Хлусевич — 10 из 13
2. Е. Тюлин — 10½
3. Вл. Логинов — 8
4. В. Борисов — 7½
5. В. Харламов — 9½
6. А. Конев — 8½
7. А. Попов — 9½
8. В. Кольцов — 9½
9. Н. Кривун — 11½
10. В. Шемагонов — 7
11. В. Писарев — 10½
12. Е. Руфицкая — 11½

## Турнир первых досок
1. С. Хлусевич (РСФСР) — 10 из 13
2. А. Королев (Москва) — 9½
3—4. А. Калинин (Украина) и Р. Маркарьян (Казахстан) — по 9
5. В. Малинин (Санкт-Петербург) — 8½
6—7. В. Пилилян (Грузия) и И. Баджарани (Азербайджан) — по 7
8—9. Н. Разваляев (Узбекистан) и Х. Пяэрен (Эстония) — по 6½
10. В. Чернов (Молдавия) — 5
11. Е. Мочалов (Белоруссия) — 4½
12. Р. Акопов (Армения) — 4
13. С. Симоненко (Туркмения) — 2
14. Д. Алыбаев (Киргизия) — ½.

## Лучшие результаты по доскам
1. С. Хлусевич (РСФСР) — 10 из 13
2. С. Муравьев (Украина) — 11½
3. А. Гаврилов (Москва) — 10
4. Р. Гасымов (Азербайджан) — 10½
5. Т. Яхияев (Туркмения) — 10
6. Н. Полещук (Санкт-Петербург) и Г. Афанасьев (Узбекистан) — по 11
7. С. Толдаев (Белоруссия) — 11
8. А. Калинин (Москва) — 11
9. Н. Кривун (РСФСР) — 11½
10. С. Бадалов (Азербайджан) и Ю. Пинус (Санкт-Петербург) — по 10
11. В. Юдин (Украина) — 12
12. Е. Руфицкая (РСФСР) — 11½.